# Taizé, Saône-et-Loire
Taizé là một xã trong tỉnh Saône-et-Loire, thuộc vùng Bourgogne-Franche-Comté của nước Pháp, có dân số là 161 người (thời điểm 1999).

## Nhân khẩu học
| 1962 | 1968 | 1975 | 1982 | 1990 | 1999 |
| ---- | ---- | ---- | ---- | ---- | ---- |
| 127  | 128  | 144  | 140  | 118  | 161  |